# Pimodes insularis
Pimodes insularis är en fjärilsart som beskrevs av Blanchard 1976. Pimodes insularis ingår i släktet Pimodes och familjen mott. Inga underarter finns listade i Catalogue of Life.